# David Lynch
David Keith Lynch (Missoula (Montana), 20 januari 1946 – 15 januari 2025) was een Amerikaans regisseur, producent, acteur, scenarioschrijver en kunstschilder.
Hij werd gezien als het boegbeeld van de Amerikaanse surrealistische cinema. Lynch stond met name bekend om zijn thrillers waarin hij seks, gewelddadigheid en zwarte humor combineerde met stilistische schoonheid en een poging tot technische perfectie. In bijna al zijn films vervormde hij alledaagse elementen uit de Amerikaanse cultuur tot vreemde surrealistische objecten.
Naast het regisseren van films hield Lynch zich bezig met verschillende nevenactiviteiten. Hij was kunstschilder, striptekenaar, meubelontwerper, hoogleraar op de University of Fine Arts, en ambassadeur van transcendente meditatie. Daarnaast componeerde hij ook elektronische muziek (hij nam twee singles op: Good Day Today en I know).

## Levensloop
Lynch wilde aanvankelijk kunstschilder worden. Hij volgde diverse kunstacademies, tot hij zijn draai vond op de Pennsylvania Academy of Fine Arts waar hij met film ging werken. In deze periode maakte hij vier films met subsidie van het American Film Institute. Na diverse tentoonstellingen in plaatselijke galerieën verhuisde hij naar Los Angeles waar hij aan het AFI Center for Advanced Film Studies studeerde. Hij begon er aan zijn eerste grotere project (Eraserhead), met in de hoofdrol Jack Nance. Eraserhead werd voltooid in 1976.
Lynch heeft weleens naar Eraserhead verwezen als naar "My Philadelphia Story". Hij bedoelde daarmee dat alle gevaarlijke en angstaanjagende elementen die hij tegenkwam terwijl hij in Philadelphia woonde en studeerde, erin worden weerspiegeld. Hij zei daarover: "Dat gevoel heeft diepe sporen in mij achtergelaten. En toen het er weer uit kwam, is het Eraserhead geworden".
Zijn films spelen zich doorgaans af in het Amerika van de plattelandstadjes (Twin Peaks, Blue Velvet) of de uitgestrektheid van Los Angeles (Lost Highway, Mulholland Drive, Inland Empire) en de donkere onderbuik daarvan. Het geluid nam bij het maken van zijn films een net zo belangrijke positie in als het beeld. Voor een groot deel werkte Angelo Badalamenti aan de soundtracks van zijn films, maar ook Lynch zelf componeerde muziek en geluidseffecten. Lynch was een regisseur van wie de beeldtaal en de dialogen herkenbaar worden geacht.
Hoewel hij zich vrijwel alleen concentreerde op de Verenigde Staten, had Lynch net als filmregisseur Woody Allen een groot publiek in Europa en vooral Frankrijk, waar films als Mulholland Drive, Lost Highway en Fire Walk With Me werden meegefinancierd door Franse productiemaatschappijen. Lynch won twee keer de César voor "Beste buitenlandse film" en won in 1990 een Gouden Palm op het Filmfestival van Cannes. In 2019 kreeg hij een ere-Oscar "voor het onverschrokken doorbreken van grenzen in zijn streven naar zijn unieke filmische visie". 
Lynch noemde de Oostenrijkse expressionist Oskar Kokoschka weleens als inspiratiebron voor zijn werk. Hij bleef installaties en toneelontwerpen maken. In zijn vrije tijd ontwierp en vervaardigde hij meubels. Lynch tekende ook de strip The Angriest Dog in the World.

## Privéleven
Lynch was viermaal getrouwd en was de vader van twee zonen en twee dochters. 
Hoewel Lynch een aanhanger was van de Democratische Partij, was hij in de jaren tachtig een bewonderaar van Ronald Reagan. Hij zat aan bij een diner met de Reagans op het Witte Huis. Jaren later verdedigde hij Nancy Reagan toen iemand een afkeurende opmerking over haar maakte.
In augustus 2024 maakte hij bekend aan longemfyseem te lijden doordat hij jarenlang had gerookt. Hierdoor kon hij zijn huis niet meer uit. In januari 2025 werd hij wegens de bosbranden in Los Angeles uit zijn huis geëvacueerd, waarna zijn gezondheid snel achteruit ging. Hij overleed op 15 januari 2025 in de woning van een van zijn dochters.

## Filmografie als regisseur (speelfilms)
- Eraserhead (1977)
- The Elephant Man (1980)
- Dune (1984)
- Blue Velvet (1986)
- Wild at Heart (1990)
- Twin Peaks: Fire Walk with Me (1992)
- Lost Highway (1997)
- The Straight Story (1999)
- Mulholland Drive (2001)
- Inland Empire (2006)

## Filmografie als regisseur (kortfilms en andere projecten)
- Six Figures Getting Sick (1966)
- The Alphabet (1968)
- The Grandmother (1970)
- The Amputee (1974)
- Les Français Vus Par (televisieserie, 1988)
  - Aflevering: The Cowboy And The Frenchman
- Twin Peaks (televisieserie) (1990-1991, 2017)
- Industrial Symphony No. 1: The Dream of the Broken Hearted (1990)
- On the Air (televisieserie) (1992)
  - Aflevering: #1.1
- Hotel Room (televisieserie) (1993)
  - Afleveringen: Blackout, Tricks
- Lumière et Compagnie (1995)
  - Segment: Premonition Following An Evil Deed
- Darkened Room (2002)
- Rabbits (2002)
- Dumbland (2002)
- Boat (2007)
- Chacun Son Cinéma Ou Ce Petit Coup Au Coeur Quand La Lumière S'Éteint Et Que Le Film Commence (2007)
  - Segment: Absurda

De korte films zijn gebundeld uitgebracht als The Short Films Of David Lynch en Dynamic:1 - The Best Of DavidLynch.com.

## Filmografie als acteur
- The Amputee (1974)
- Zelly and Me (1988) als Willie, op wie Isabella Rossellini's personage verliefd is
- Twin Peaks (1990) (2017) als Gordon Cole, de baas van agent Cooper
- Twin Peaks: Fire Walk with Me (1992) FBI Regional Bureau Chief Gordon Cole
- Nadja (1994) korte scène als receptionist van het lijkenhuis
- Lucky (2017) als Howard
- The Fabelmans (2022) als John Ford

## Discografie

### Albums
| Album met hitnotering(en) in de Vlaamse Ultratop 200 albums | Datum van verschijnen | Datum van binnenkomst | Hoogste positie | Aantal weken | Opmerkingen |
| ----------------------------------------------------------- | --------------------- | --------------------- | --------------- | ------------ | ----------- |
| Crazy clown time                                            | 04-11-2011            | 26-11-2011            | 68              | 2            |             |

In 1998 verscheen het album Lux Vivens (Living Light), The Music of Hildegard von Bingen, een samenwerking met Jocelyn Montgomery-West, een van de zangeressen van Miranda Sex Garden.,
In 2007 verscheen 'Polish Night Music', een samenwerking met de Poolse muzikant en componist Marek Żebrowski.